# Spring Garden-Terra Verde
Spring Garden-Terra Verde és una concentració de població designada pel cens dels Estats Units a l'estat de Texas. Segons el cens del 2000 tenia 693 habitants.

## Demografia
Segons el cens del 2000, Spring Garden-Terra Verde tenia 693 habitants, 178 habitatges, i 155 famílies. La densitat de població era de 88,3 habitants per km².
Dels 178 habitatges en un 57,9% hi vivien nens de menys de 18 anys, en un 66,9% hi vivien parelles casades, en un 13,5% dones solteres, i en un 12,4% no eren unitats familiars. En l'11,2% dels habitatges hi vivien persones soles el 5,1% de les quals corresponia a persones de 65 anys o més que vivien soles. El nombre mitjà de persones vivint en cada habitatge era de 3,89 i el nombre mitjà de persones que vivien en cada família era de 4,2.
Per edats la població es repartia de la següent manera: un 40,8% tenia menys de 18 anys, un 11,3% entre 18 i 24, un 29% entre 25 i 44, un 13,4% de 45 a 60 i un 5,5% 65 anys o més.
L'edat mediana era de 23 anys. Per cada 100 dones de 18 o més anys hi havia 102 homes.
La renda mediana per habitatge era de 17.188 $ i la renda mediana per família de 17.396 $. Els homes tenien una renda mediana de 22.574 $ mentre que les dones 14.444 $. La renda per capita de la població era de 5.223 $. Aproximadament el 56,6% de les famílies i el 68% de la població estaven per davall del llindar de pobresa.

## Poblacions més properes
El següent diagrama mostra les poblacions més properes.